# Marc Petit (écrivain)
Pour les articles homonymes, voir Marc Petit et Petit.
Marc Petit est un écrivain, poète, essayiste et traducteur né le 28 juillet 1947 à Paris. Il est l'un des membres fondateurs de la Nouvelle fiction.

## Biographie
Marc Petit est né le 28 juillet 1947 à Paris. Par son père, Jacques Petit (1920-1947), meurt avant sa naissance, il descend d'une lignée d'artisans d'art parisiens. Sa mère Jeannine Libers (1926-2013) est issue d'une famille juive ashkénaze originaire de Lomza en Pologne et de Volodymyr, aujourd'hui en Ukraine occidentale.
Après des études classiques au lycée Louis-le-Grand, Marc Petit est reçu au concours d'entrée à l'École Normale Supérieure de la rue d'Ulm en 1965. Passionné par le romantisme allemand, il s'oriente vers les études germaniques. Après deux années d'études et de lectorat à Heidelberg et Berlin, il est reçu à l'agrégation et enseigne, de 1973 à 2007, l'histoire de la littérature et de la culture allemandes et autrichiennes à l'université de Tours. Il a traduit, entre autres, l'œuvre poétique de Georg Trakl (en collaboration avec Jean-Claude Schneider), les poètes baroques allemands, dont Catharina Regina von Greiffenberg, les derniers poèmes de Rainer Maria Rilke (dans la Bibliothèque de la Pléiade) et ceux de Erich Arendt. Le volume Manies et Germanies (1997) regroupe un certain nombre d'articles consacrés aux littératures germaniques ainsi que des réflexions sur la poétique de la fiction.
Dès 1972, Marc Petit parcourt les pays latino-américains : Bolivie, Pérou, Mexique, Guatemala, avant de se tourner vers l'Asie. Il s'attache particulièrement au Népal puis à la Birmanie, s'intéressant à la vie et à l'art souvent méconnus des peuples et des tribus de culture traditionnelle, notamment celles de l'Himalaya, dont il révèle la richesse du patrimoine artistique dans son ouvrage À Masque découvert, regards sur l'art primitif de l'Himalaya (1995), grand prix du livre des Arts de la Société des Gens de Lettres en 1996. En 2003, il fait don au Musée du Quai Branly d'une partie de sa collection de masques tribaux népalais, qui a fait l'objet de l'exposition Dans le blanc des yeux en décembre 2010.
D'abord poète, mais aussi, à ses heures, peintre (deux formes d'expression qu'il continue d'exercer jusqu'à aujourd'hui), Marc Petit publie ses premiers textes, Phrases longeant le temps, en mai 1972, dans la Nouvelle Revue Française. En 1978 paraît son premier récit, La Grande Cabale des Juifs de Plotzk, chez Christian Bourgois, suivi de La Morenada (Le Seuil) et d'une douzaine de romans, récits et recueils de nouvelles publiés principalement, par les soins de Claude Durand, chez Fayard et Stock, parmi lesquels Ouroboros (1989), Architecte des glaces (1991), Le Nain Géant (1993), Le Troisième Faust (1994), La Compagnie des Indes (1998), Histoires à n'en plus finir (1998), L'équation de Kolmogoroff (Ramsay, 2003) et Séraphin ou l'amour des ombres (Pierre-Guillaume de Roux, 2014).
Membre du comité de rédaction de la revue Action poétique (1976-1978), puis de celui d'Europe (depuis 1994), il entre en 1991 au conseil d'administration de l'Association de la Maison des Écrivains, puis y exerce  jusqu'en 1996 les fonctions de secrétaire général. Conseiller de Claude Durand et lecteur chez Fayard, il contribue à mettre sur pied son  nouveau programme littéraire (1999-2000).
Marc Petit fait partie, en 1990, des membres fondateurs du groupe d'écrivains de la « Nouvelle Fiction », réunis à l'initiative du critique et historien littéraire Jean-Luc Moreau et du romancier Frédérick Tristan, aux côtés de Patrick Carré, Georges-Olivier Châteaureynaud, François Coupry, Hubert Haddad et Jean Levi. Dans le même esprit, il publie en 1999 Éloge de la Fiction, couronné par le grand prix de la Critique littéraire l'année suivante.
Ses œuvres, archives et manuscrits ainsi que sa correspondance seront rassemblés à l'Institut mémoires de l'édition contemporaine (IMEC), qui a reçu en 2012 un premier dépôt d'ouvrages publiés et de manuscrits.

## Œuvre
S'inscrivant dans l'esprit et l'esthétique de la Nouvelle fiction, l'œuvre narrative de Marc Petit oppose à la tradition du réalisme social et psychologique une pratique de la narration formée à l'école du romantisme allemand, de Kafka, de Borges, de Karen Blixen et de Bruno Schulz, mettant en valeur le plaisir, la poésie et le pouvoir critique de l'imaginaire, sur fond de détournement des codes du récit, du roman historique et des savoirs érudits.

### Romans et récits
La Grande Cabale des Juifs de Plotzk (Christian Bourgois, 1978, Stock, 1995) déconstruit à la manière d'un récit talmudique une anecdote curieuse et tragique de la révolution russe, mêlée à d'énigmatiques souvenirs de famille.
La Morenada (Le Seuil, 1979), sorte de polar métaphysique, met en scène l'enquête et les tribulations du narrateur, un certain Franz Lutzel, sur les traces d'un dignitaire nazi réfugié en Bolivie.
Le Dernier des Conquistadores (Fayard, 1982) raconte l'histoire d'amour d'un descendant du conquérant du Guatemala, Pedro de Alvarado, et d'une jeune Indienne, Zuyua, appelée à délivrer son peuple.
Ouroboros (Fayard, 1989) illustre ce que l'auteur appelle le « romanesque de la pensée ». Les personnages de cette vaste fresque située au XVIIe siècle entre Rhin et Danube sont inspirés par les figures de plusieurs poètes baroques allemands, Andreas Gryphius, Quirinus Kuhlmann et Catharina Regina von Greiffenberg ou bien encore, par celle du Père Athanasius Kircher.
Architecte des glaces (L'Aube, 1991, Stock, 1995, Folio, 2000), « autobiographie fictive », oppose aux mythes mortifères du XXe siècle l'image emblématique d'un artiste – Juif russe – hanté par le rêve de la transparence.
Le Nain Géant (Stock, 1993, L'Arbre vengeur, 2011), Le Livre de poche, 1993, quelque part entre Conan Doyle, le feuilleton populaire du XIXe siècle, la science-fiction et la théologie, se présente comme une enquête imaginée à partir de la figure du trisaïeul paternel de l'auteur ; occasion pour celui-ci d'explorer en le renouvelant le thème du Golem, entre les égouts de Paris et la ruelle d'Or de Prague.
Le Troisième Faust (Stock, 1994, Folio, 2001) fait resurgir la figure du vieux Goethe, le 1er octobre 1831, sous le regard ironique et complice de Méphisto se faisant passer pour un journaliste américain.
La Compagnie des Indes (Stock, 1998), roman construit comme une série de poupées russes inversée, de la plus petite à la plus grande, réinvente l'histoire de Schéhérazade à l'époque des Lumières, des guerres coloniales franco-anglaises et de la Révolution française.
L'Utopie du docteur Kakerlak (Fayard, 2000), conçu comme une sorte de conte pour la fête juive de Pourim, met en valeur la vertu de dissimulation et le pouvoir de la contre-manipulation dans une société totalitaire, en l'occurrence, une république post-soviétique imaginaire.
L'équation de Kolmogoroff (Ramsay, 2003, Folio, 2005), enquête biographique et récit-commentaire, ressuscite la figure du génial mathématicien probabiliste Wolfgang Döblin, fils du romancier de Berlin Alexanderplatz, suicidé à vingt-cinq ans en juin 1940 pour échapper aux griffes de la Wehrmacht.
Séraphin ou l'amour des ombres (Pierre-Guillaume de Roux, 2014), récit initiatique aux accents nervaliens, évoque les épisodes plus imaginaires qu'historiques de la vie d'un montreur d'ombres chinoises, entre Versailles sous l'Ancien Régime et le Palais-Royal à l'époque de la Révolution française, puis du romantisme.
Le Testament d'Ausone (Le Festin, 2018) donne voix à la figure du poète aquitain du IVe siècle, époque riche en résonances avec la nôtre, dans une suite de dix lettres imaginaires adressées à ses proches, mais aussi à Virgile, au Soleil et au « pays à naître ». Prix Yolande Legrand, ARDUA, Bordeaux, 2019

### Contes et nouvelles
À mi-chemin du conte et de la nouvelle, le court roman « chinois » de La Fenêtre aux ombres (Dumerchez, 1994) met en scène, face à face, l'empereur Han Wou-ti et l'inventeur mythique du théâtre d'ombres.
Le volume rassemblant les Histoires à n'en plus finir (Stock, 1998), précédé par La Chasse à l'hermine (Fayard, 1983), Le Montreur et ses masques (Mazarine, 1986), Rue de la Mort et autres histoires et Lettre de l'antiméridien (Critérion, 1992), que suivront Le Premier Violon de Guarnerius (L'Arbre vengeur, 2004), La Nuit du sorcier (L'Arbre vengeur, 2006) et Le Funambule (Éditions Infimes, 2011), déploient comme autant de mises en scène de l'imprévisible les aventures de personnages souvent surprenants, masques révélateurs de la difficulté d'être, à la recherche d'un sens qui se dérobe et d'une sagesse possible.
Par ailleurs, Marc Petit consacre plusieurs textes de réflexion à la nouvelle et au conte dans le recueil critique Manies et Germanies.  

### Poésie
Le premier recueil de poèmes de Marc Petit, Le Temps des traces, paraît en 1976 dans une coédition Pierre-Jean Oswald / Action poétique. Suivront, après un long silence, une anthologie groupant, sous le titre Pierres d'attente (Dumerchez, 1996), un choix de poèmes des années 1967 à 1981, puis, chez le même éditeur, Furtifs (1997), en collaboration avec la plasticienne et photographe québécoise Christiane Gauthier, et Rien n'est dit (2001).
S'étant résolu à ne traduire, dans le domaine allemand, que les poètes, des Baroques à Erich Arendt en passant par Rilke, Georg Trakl et Paul Celan, Marc Petit s'est particulièrement attaché à recréer, en les transposant en vers mesurés mais non rimés, les sonnets et autres poèmes des Baroques allemands et autrichiens, principalement Andreas Gryphius (1616-1664) et Catharina Regina von Greiffenberg (1633-1694).
Au cœur de l'exercice de poésie, tel que l'auteur le définit et le met en pratique, s'affirme un paradoxe illustré par ces vers :

« saisir
ce qui s'enfuit
pour donner l'impression
du temps qui passe. »

### Essais
Dans Manies et Germanies (Stock, 1997), combinant empathie et analyse, l'auteur s'attache à mettre en valeur l'articulation de l'expérience vécue, de la pensée et de l'écriture chez des poètes, romanciers et philosophes de langue allemande depuis le Baroque  (Greiffenberg, Kuhlmann) jusqu'au XXe siècle (Musil, Buber, Trakl, Erich Arendt), en passant par Goethe, les frères Grimm et Nietzsche.
L'essai Éloge de la Fiction (Fayard, 1999) oppose à la « sainte alliance du minimalisme, du misérabilisme et du nombrilisme » des « gestionnaires du nihilisme esthétique » le pouvoir critique et les vertus curatives de la littérature d'imagination.

### L'art de l'Himalaya
Marc Petit s'est penché sur les arts tribaux de l'Himalaya, en particulier sur les masques du Népal et des régions avoisinantes. Méconnu parce que mal identifié jusque dans les années 1980, l'art des tribus des hautes et moyennes montagnes du Népal, de l'Arunachal Pradesh et de l'Himachal Pradesh en territoire indien n'avait jamais suscité une étude approfondie avant À masque découvert, regards sur l'art primitif de l'Himalaya (Stock/Aldines, 1995).
D'autres publications ont suivi, dont La Statuaire archaïque de l'ouest du Népal (Galerie Renaud Vanuxem, 2006), Népal, chamanisme et sculpture tribale, en collaboration avec Christian Lequindre (InFolio, 2009), Dans le blanc des yeux (Beaux-Arts magazine/Musée du quai Branly, 2010).

### Œuvres picturales

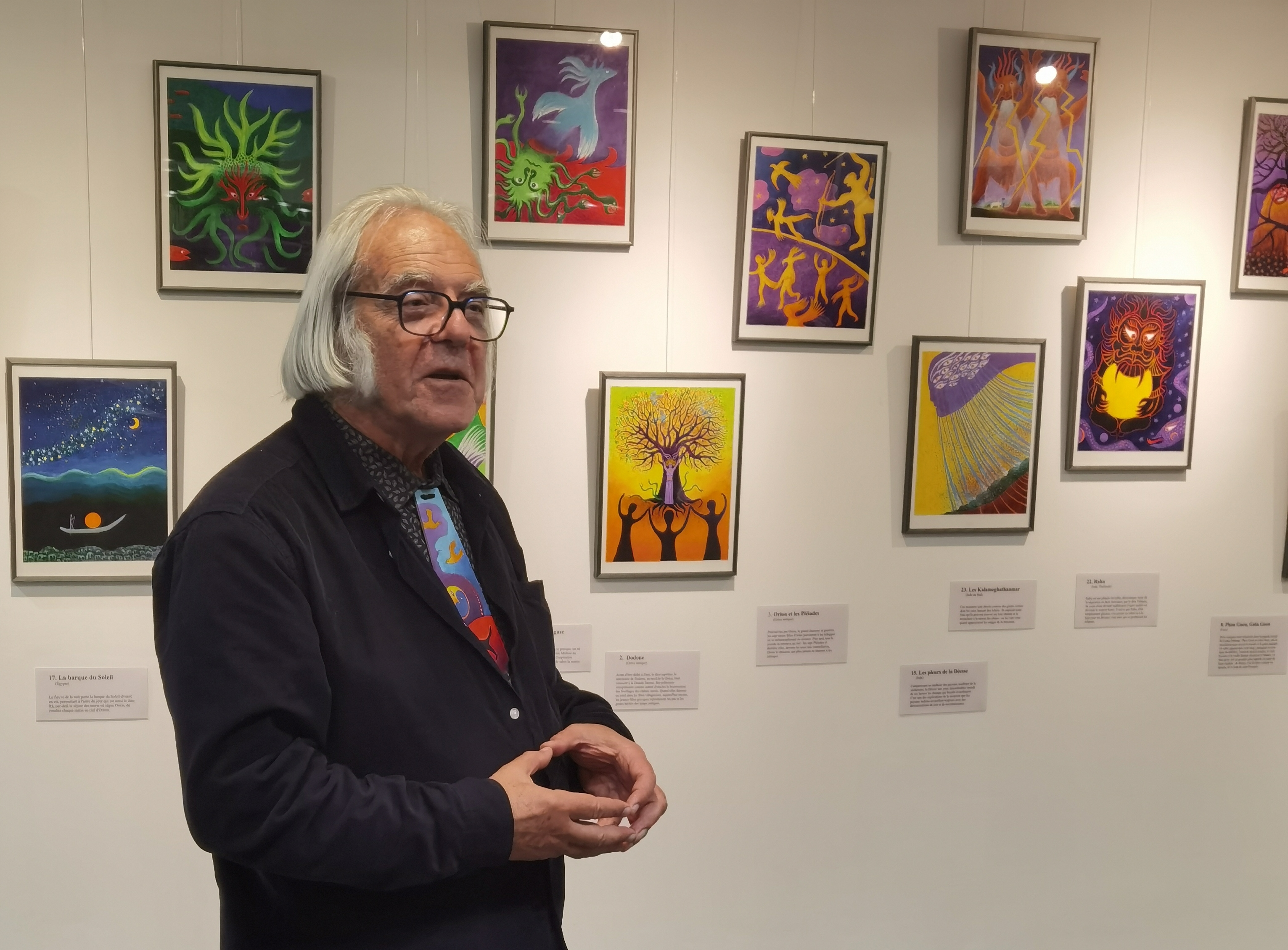
Exposition de Marc Petit à Épinal

Après des débuts marqués par l'influence du romantisme allemand, de l'expressionnisme et du surréalisme, Marc Petit se consacre, en tant que peintre, durant près de trente ans à l'exercice du paysage (encres et pastels). Visant à concilier figuration et abstraction, il réalise, à partir de la vue des fenêtres du TGV, des « Paysages à grande vitesse », qui donneront lieu à un livre d'artiste manuscrit (éditions Dumerchez, 2005). Paysages noirs (2014) met en regard poésie et peinture, gouaches acryliques noires sur papier incluant des techniques particulières de déchirure et de frottage. Avec Échos du temps du rêve, titre de l'exposition présentée à Paris, en octobre 2019, par la Tischenko Gallery d'Helsinki, accompagnée d'un livre éponyme, textes et images peintes sur le thème des « mythologies revisitées », l'écrivain et artiste renoue avec la peinture de fictions. « Explorant l'inépuisable caverne aux trésors de l'imaginaire [...] Marc Petit s'amuse aujourd'hui de devenir le peintre des fictions les plus fantasmagoriques, les plus déroutantes [...], celles qui reposent au fond de la psyché des peuples, fécondent leurs traditions et leurs littératures » (Chantal Detcherry).

## Esthétique

### La Nouvelle Fiction
Mise en avant, aux alentours de 1990 puis en 1992, dans un essai éponyme augmenté d'une anthologie et d'une série d'entretiens par Jean-Luc Moreau, animateur de l'émission "Bibliomanie" à Radio libertaire, l'idée d'apparenter un certain nombre d'écrivains français (Frédérick Tristan, Hubert Haddad, Georges-Olivier Châteaureynaud, Jean Levi, François Coupry, Patrick Carré, Marc Petit, que rejoindront Sylvain Jouty, Jean Claude Bologne et Francis Berthelot) ayant en commun une pratique de l'écriture de fiction, « œuvre du travail de l'imagination en rapport soutenu avec l'imaginaire » est à l'origine de la constitution d'un groupe amical informel, actif surtout durant la dernière décennie du XXe siècle et les premières années du XXIe siècle . Le rapprochement rendu possible par une commune pratique de la fiction, que l'on pourrait aussi, à l'instar de la New Fiction américaine, qualifier de « surfiction » en ce que, loin d'ajouter au chaos des fabulations inconscientes en œuvre dans les discours religieux, politiques, moraux, etc., elle démasque, par le libre jeu de l'invention revendiqué comme tel, « la fiction inavouée de notre représentation du réel et relance du même coup la quête infinie du sens ».
« Écrire », affirme de son côté Marc Petit, « c'est redresser les dénominations, mettre un peu d'ordre dans le chaos des représentations communes. Utopie, uchronie, non-lieu et non-temps, tel est l'espace où l'imagination se déploie, créant un autre monde à la fois mystérieux et plein de signification parce qu'elle organise les figures de l'imaginaire en récit, en constellation, à la manière du mythe, en résonance avec les profondeurs du psychisme humain à la fois relié au réel et autonome. »
Si les auteurs de la Nouvelle fiction partagent le goût de l'insolite avec les romanciers et nouvellistes du réalisme magique, les « fantastiqueurs » héritiers de Hoffmann, voire les Surréalistes, ils se distinguent (singulièrement Marc Petit, mais aussi Frédérick Tristan et Jean Levi) par le rôle éminent que joue, dans leur stratégie narrative, illustrant les vues prémonitoires de Jacques Rivière dans son essai sur Le Roman d'aventure (1913), l'aventure du récit lui-même, cette aventure s'inscrivant dans « la forme de l'œuvre plutôt que (dans) sa matière ». « Aussi », dit encore Jacques Rivière cité par Jean-Luc Moreau, « le sens de l'œuvre n'est-il pas tout de suite bien déterminé ; il change à mesure qu'elle croît (...) ; ce qui arrive modifie sans cesse l'intention et la portée de ce qui est arrivé ; ce qu'on croyait fixe et définitif bouge en arrière, à mesure qu'il s'y ajoute du nouveau. »
« Retour au récit ? Réinvention de sa possibilité, plutôt, redécouverte des pouvoirs perdus de la fable et de la fiction. » « Une forme est à trouver, une pour chaque livre, qui ne fasse qu'un avec le mouvement de la narration, chaque fois singulier. » Se réserver le droit d'être surpris, telle est la prérogative, tel serait le principe directeur de l'écrivain de fictions. « Ainsi », explique Marc Petit à propos de son œuvre de nouvelliste, « je prends une nouvelle et je la fausse pour l'orienter vers le conte, je prends un conte et je le fausse en direction de la nouvelle. Il y a comme une volonté de subvertir les genres, les codes, pour peut-être justement créer les failles qui permettent de révéler ce qui était totalement inattendu. »

### Mascarades et théâtre d'ombres

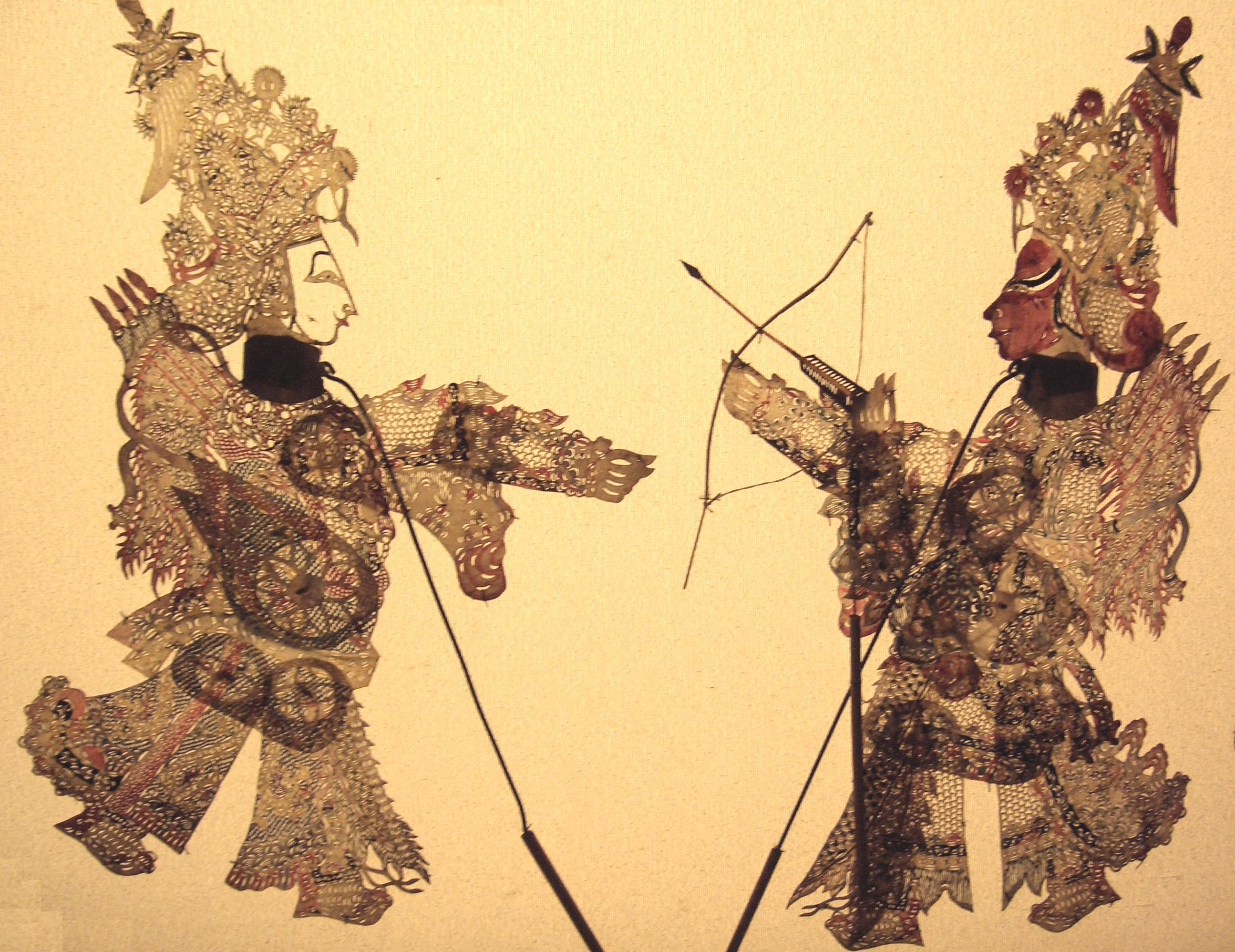
Personnages d'un théâtre d'ombres chinoises

« Deux yeux, une bouche, une circulation s'instaure – le masque est un poumon, une machine à redistribuer l'espace, le contraire d'une effigie. Il ne représente pas le vivant, il le figure en action », déclare l'écrivain, collectionneur de masques. Il faut le concevoir, à l'instar du personnage de fiction, comme une sorte de répondant, de figure d'emprunt palliant le sentiment de n'être personne qu'éprouve au fond de lui-même tout sujet. Par là, il rejoint la marionnette et la figure du théâtre d'ombres, thème récurrent chez l'auteur.

### La quête du sens
Marc Petit défend l'idée selon laquelle la littérature, dans sa double mission de distraire et d'instruire, ne vise pas seulement à « démystifier les illusions communes, mais aussi à imaginer un monde meilleur, plus habilement conçu que le nôtre, plus harmonieux. » « Pour moi », dit-il, « l'art et la littérature s'adressent au meilleur de l'être humain : à son intelligence, à son sens critique, à son goût, à ce qui en lui aspire à plus de lumière. » Mais « le chemin vers la lumière est paradoxal, plein de détours. » « Chaque degré de l'initiation est à la fois une marche nécessaire et un leurre. La vérité acquise se révèle illusoire, ce n'est que l'enveloppe d'une vérité plus haute... pelures d'oignons, zigzags paradoxaux... tout le contraire de la linéarité du roman réaliste qui va de la naissance à la mort. »

### Histoire et histoires: détournement et contre-discours
Dès son premier récit, La Grande Cabale des Juifs de Plotzk, Marc Petit oppose à l'histoire officielle, écrite par les vainqueurs, les multiples histoires vécues et racontées par ceux qui n'ont pas voix au chapitre, vaincus, illettrés ou simples individus.
Le détournement de l'histoire, stratagème fréquent chez les auteurs de la Nouvelle fiction, n'a rien de commun avec les propos des négationnistes et révisionnistes. Il vise à subvertir par l'ironie l'assurance mensongère des historiographes, à déjouer l'arrogance des “maîtres de la langue”, à battre en brèche l'insipidité des discours “politiquement corrects”.

### La tradition juive
Ami du philosophe et théologien André Neher, lecteur de Gershom Scholem et de Walter Benjamin, Marc Petit – et le double qu'il s'est inventé, Mardochée Klein – se rattachent à plusieurs aspects de la tradition juive. De la Loi orale, de la tradition de l’aggada, d'où procèdent les récits, découle la légitimité des commentaires, dans leur croisement infini. « Revenir sur ses pas, reconstruire son existence, recommencer sa vie est possible. Il suffit d'écrire », dit Mardochée Klein à son ami Yaakov Lévinsky, le héros d' Architecte des glaces. « C'est à cela que servent les livres : à raconter des folies qui dans ce miroir, deviennent des instruments de sagesse (...) N'est-ce pas une bien curieuse façon d'observer la Loi (...)? N'est-ce pas notre manière à nous de l'honorer – nous les artistes, pour qui les livres ont pris la relève du Livre, les fils celle du Père ? »

### L'artiste et le poète comme figures exemplaires
Des personnages d'Ouroboros, dont les modèles sont des poètes baroques allemands, à Séraphin, le montreur d'ombres, ou bien encore au peintre Efferhorn, en passant par le Funambule de la nouvelle éponyme, le violoniste Guarnerius del Gesu et toute une galerie de peintres, de musiciens et de poètes mythiques ou de pure invention, l'art et les artistes occupent une place centrale dans les œuvres de fiction de Marc Petit. Comment, par artifice, donner à voir la vie, « construire en moins » pour accéder à l'impossible transparence ? La démesure qui habite ces personnages ne les met pas à l'écart des autres mortels, elle est comme le miroir grossissant, oxymorique, des paradoxes de l'esprit humain.

### Œuvres de Marc Petit

#### Poésie
- Le Temps des traces, P.-J. Oswald/Action poétique, 1976, 128 p.,  (ISBN 2-7172-0006-1).
- Pierres d'attente, Creil, Éditions Dumerchez, 1996, 95 p.  (ISBN 978-2-904925-71-9).
- Furtifs, sculptures de Christiane Gauthier, Creil, Éditions Dumerchez, 1997, 86 p.  (ISBN 978-2-904925-86-3).
- Rien n'est dit, Creil, Éditions Dumerchez, 2001, 72 p.  (ISBN 2-912927-50-1).

#### Romans et récits
- La Grande Cabale des juifs de Plotzk, Christian Bourgois, 1978 - Stock, 1995, 189 p.  (ISBN 978-2-234-04471-5).
- La Morenada, Paris, Éditions du Seuil, 1979, 236 p.  (ISBN 978-2-02-005270-2).

- Prix Maillé-Latour-Landry 1980 de l’Académie française
- Le Dernier des conquistadores, Paris, Éditions Fayard, 1982, 243 p.  (ISBN 978-2-213-01097-7).
- Ouroboros, Paris, Éditions Fayard, 1989, 504 p.  (ISBN 978-2-213-02355-7).
- Architecte des glaces, Paris, Éditions de l'Aube, 1991, 123 p. ; Folio, 2000, 120 p.  (ISBN 2-07-041003-X).
- Le Nain Géant, ill. de Vincent Vanoli, postf. de Marc Petit, Talence, Éditions l'Arbre vengeur, 2011, 416 p.  (ISBN 9-782916-1417-25).
- Le Troisième Faust, Paris, Éditions Stock, 1994, 182 p. ; Folio, 2001, 208 p.  (ISBN 2-07-041052-8).
- La Compagnie des Indes, Paris, Éditions Stock, 1998, 330 p.  (ISBN 978-2-234-05011-2).
- L'Utopie du docteur Kakerlak, Fayard, 2000, 178 p.  (ISBN 2-213-60657-9).
- L'Équation de Kolmogoroff : vie et mort de Wolfgang Döblin, un génie dans la tourmente nazie, Paris, Éditions Ramsay, 2003, 8 pl., 414 p. ; Folio, 2005, 446 p.  (ISBN 2-07-030495-7).
- Séraphin ou l'Amour des ombres, Pierre-Guillaume de Roux, 2014, 208 p.  (ISBN 978-2363710901).
- Le Testament d'Ausone, Éditions Le Festin, collection “Les Merveilles”, 2018.  (ISBN 978-2-36062-187-3)..

#### Nouvelles
- La Chasse à l'hermine, Paris, Éditions Fayard, 1983, 221 p.  (ISBN 978-2-213-01236-0).
- Le Montreur et ses masques, Paris, Éditions Mazarine, 1986, 257 p.  (ISBN 978-2-86374-231-0).
- Rue de la mort et Autres Histoires, Paris, Éditions Critérion, 1992, 395 p.  (ISBN 978-2-7413-0029-8).
- Lettre de l'antiméridien, Paris, Éditions Critérion, 1992, 117 p.  (ISBN 978-2-7413-0030-4).
- La Fenêtre aux ombres, Creil, France, Éditions Dumerchez, 1994, 86 p.  (ISBN 978-2-904925-42-9).
- Histoires à n'en plus finir, contes et nouvelles 1969-1997, Paris, Stock, 1997, 624 p.  (ISBN 2-234-04892-3).
- Le Premier Violon de Guarnerius, ill. de Vincent Vanoli, Talence, Éditions l'Arbre vengeur, 2004, 168 p.  (ISBN 978-2-9519978-4-4).
- La Nuit du sorcier, Talence, Éditions l'Arbre vengeur, 2005, 90 p.  (ISBN 978-2-916141-04-6).
- Le Funambule, Orléans, Éditions Infimes, 2011, 81 pages.  (ISBN 978-2-9536717-3-5).

#### Essais
- À masque découvert : Regards sur l'art primitif de l'Himalaya, Paris, Éditions Stock/Aldines, 1995, 286 p.  (ISBN 978-2-87678-076-7). Grand Prix du Livre des Arts de la SGDL, 1996.
- Manies et Germanies, Stock, 1997, 240 p.  (ISBN 2-234-04724-2).
- Éloge de la fiction, Fayard, 1999, grand prix de la Critique, 2000.  (ISBN 978-2-213-60434-3) (ISBN 978-2-912927-50-7).
- La Statuaire archaïque de l'ouest du Népal, Galerie Renaud Vanuxem, 2006, 136 p.  (ISBN 2-9518101-2-1).
- Van Cleef & Arpels : reflets d'éternité, photographies de Guy Lucas de Pesloüan, Paris, Éditions Cercle d'Art, 2006, 104 p.  (ISBN 978-2-7022-0763-5).
- Népal : chamanisme et sculpture tribale, avec Christian Lequindre, Paris, Éditions Infolio, 2009, 270 p. + 1 CD-rom  (ISBN 978-2-88474-705-9).
- Surréelles monnaies gauloises : la collection Marc Petit, avec Samuel Gouet, Art and Coins, 2023, 162 p.  (ISBN 978-2-9592071-0-5)

#### Livres d'artiste
- Paysages à grande vitesse, Dumerchez, 2005,  (ISBN 2-84791-033-6).
- Paysages noirs, Bibliothèque Mardochée Klein, 2014, 60 p.  (ISBN 978-2-9551265-0-9).
- Échos du temps du rêve, préface de Marc Petit, postface de Chantal Detcherry, portrait par Coco Fronsac, Tischenko Gallery, 2019, 128 p.
- Les couleurs de l'invisible, textes de Chantal Detcherry et Marc Petit, Tischenko Gallery, 2023, 36 p.

#### Traductions et présentations
- Georg Trakl, Œuvres complètes, en collaboration avec Jean- Claude Schneider, Gallimard, 1972.
- Poètes baroques allemands, Maspero, 1977.
- Georg Trakl, Crépuscule et déclin suivi de Sébastien en rêve, Gallimard, coll. « Poésie », 1990.
- Erich Arendt, Nuit des Cyclades, Orphée - La Différence, 1991.
- Catharina Regina von Greiffenberg, Par le destin le plus contraire, Orphée-La Différence, 1993.
- Rainer Maria Rilke, Derniers Poèmes, in Œuvres poétiques et théâtrales, Gallimard, coll. « Bibliothèque de la Pléiade », 1997.

#### Entretiens
- « Si l'on pouvait raconter une histoire ! », entretien avec Jean-Luc Moreau, in Jean-Luc Moreau, La Nouvelle Fiction, Critérion, 1992.
- « L'Enchanteur nourrissant », entretien avec Éric Dussert, Le Matricule des Anges, no 24, septembre 1998, p. 24-27.
- « Histoires de masques », entretien avec Linaigrette de Scheuchzer, Bleecker Street n° 1&2, Dumerchez, 2005, p. 145-149.
- Friedrich Gottlob Schnepfendreck, préface à La Nuit du sorcier, L'Arbre vengeur, 2006.

#### Direction de revues
- Bleecker Street, Abordages 1 & 2 : Masques et Figures, Dumerchez, 2005.  (ISBN 2-84791-032-8).
- Dans le blanc des yeux : masques primitifs du Népal, avec Stéphane Martin, Paris, Éditions Beaux-Arts, 2010, 41 p. + 1 CD-rom  (ISBN 978-2-84278-744-8).

### Distinctions
- Chevalier de l'ordre des Palmes académiques
- Officier de l'ordre des Arts et des Lettres